# Сен-Жорж-Бланкане
Сен-Жорж-Бланкане́ (фр. Saint-Georges-Blancaneix) — коммуна во Франции, находится в регионе Аквитания. Департамент — Дордонь. Входит в состав кантона Пеи-де-ла-Форс. Округ коммуны — Бержерак.
Код INSEE коммуны — 24413.

## География

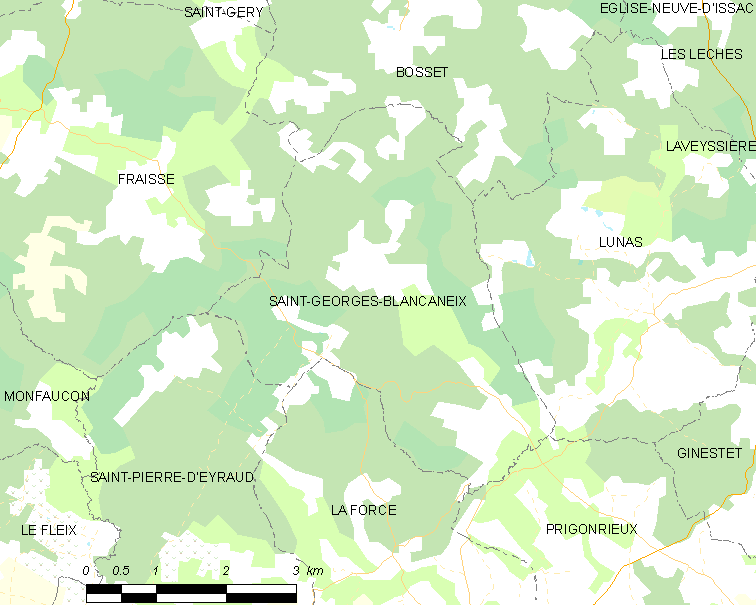
Карта коммуны

Коммуна расположена приблизительно в 470 км к югу от Парижа, в 75 км восточнее Бордо, в 45 км к юго-западу от Перигё.

### Климат
Климат умеренный океанический со средним уровнем осадков, которые выпадают преимущественно зимой. Лето здесь долгое и тёплое, однако также довольно влажное, здесь не бывает регулярных периодов летней засухи. Средняя температура января — 5 °C, июля — 18 °C. Изредка вследствие стечения неблагоприятных погодных условий может наблюдаться непродолжительная засуха или случаются поздние заморозки. Климат меняется очень часто, как в течение сезона, так и год от года.

## Население
Население коммуны на 2010 год составляло 242 человека.
| 1962 | 1968 | 1975 | 1982 | 1990 | 1999 | 2010 |
| ---- | ---- | ---- | ---- | ---- | ---- | ---- |
| 145  | 123  | 124  | 143  | 180  | 165  | 242  |

## Администрация
| Период | Период | Фамилия           | Партия                              | Примечания             |
| ------ | ------ | ----------------- | ----------------------------------- | ---------------------- |
| 1931   | 1947   | Жан Бержевен      |                                     |                        |
| 1947   | 1977   | Габриэль Имбер    |                                     | фермер                 |
| 1977   | 2002   | Пьер Бонне        | Французская коммунистическая партия | работник почты         |
| 2002   | 2014   | Серж де Леонардис | Французская коммунистическая партия | ремесленник, пенсионер |
| 2014   | 2020   | Франсис Блонден   |                                     |                        |

## Экономика
В 2010 году среди 166 человек трудоспособного возраста (15-64 лет) 111 были экономически активными, 55 — неактивными (показатель активности — 66,9 %, в 1999 году было 67,0 %). Из 111 активных жителей работали 101 человек (60 мужчин и 41 женщина), безработных было 10 (5 мужчин и 5 женщин). Среди 55 неактивных 14 человек были учениками или студентами, 25 — пенсионерами, 16 были неактивными по другим причинам.

## Фотогалерея

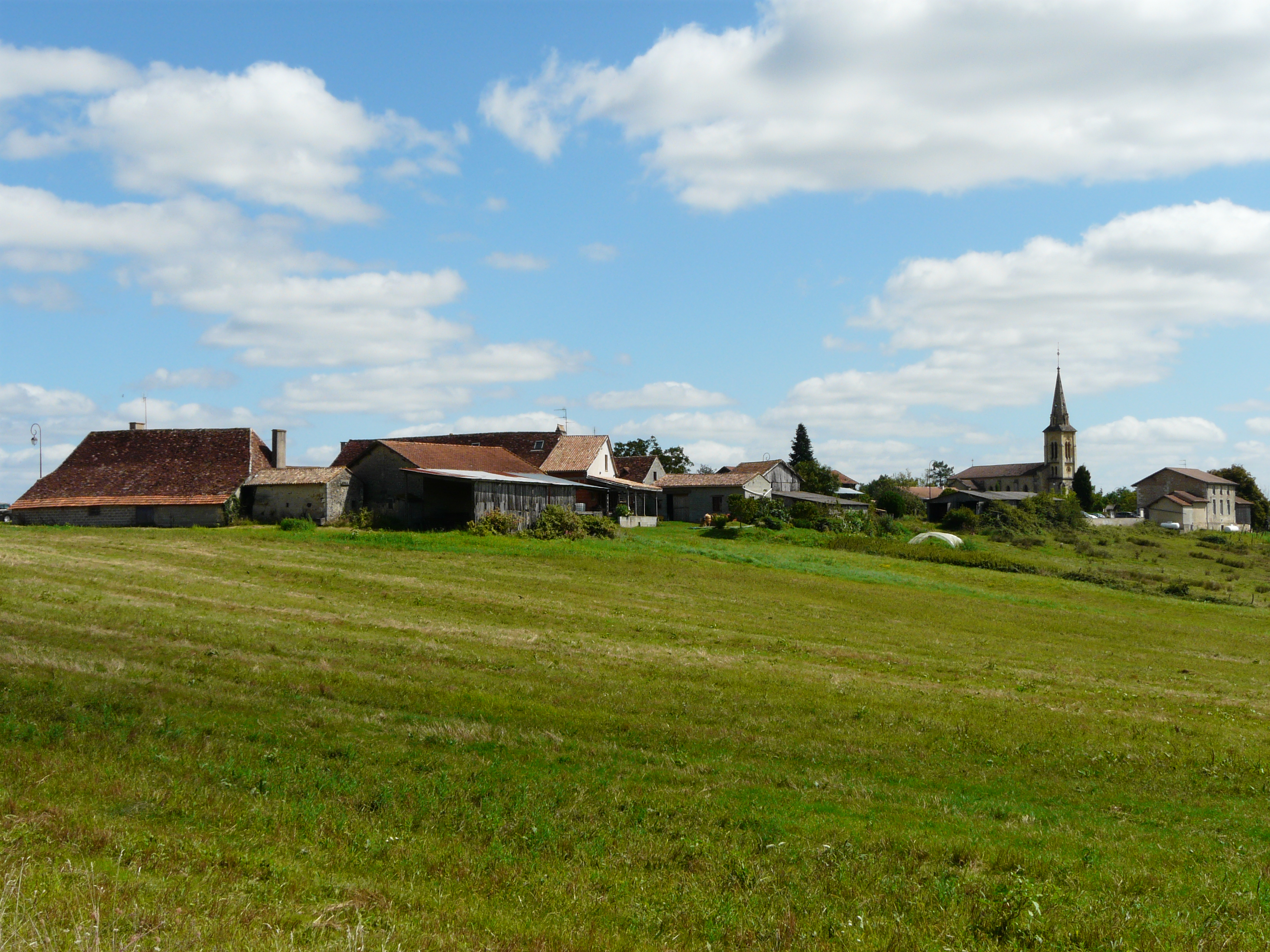
Сен-Жорж-Бланкане
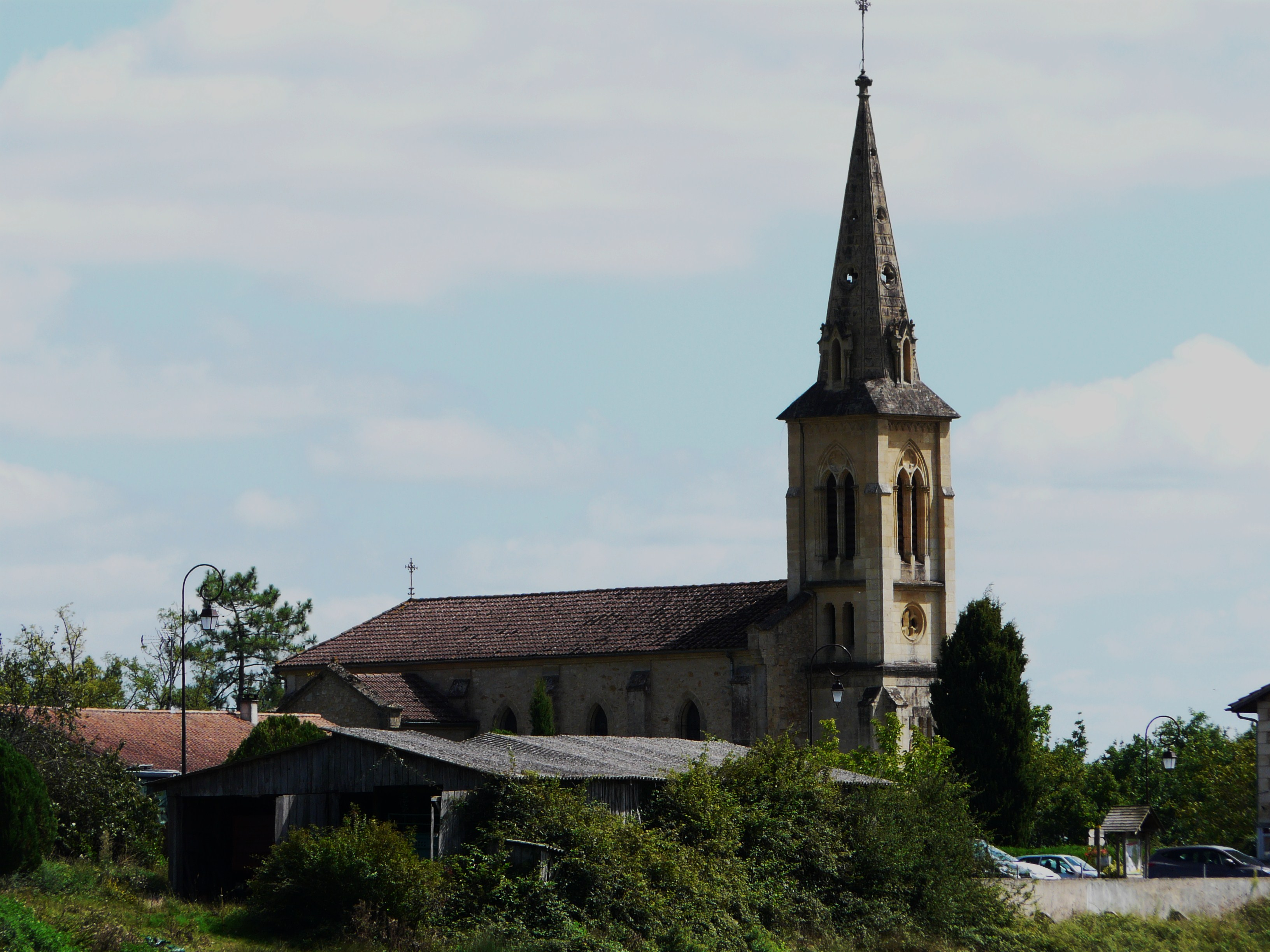
Церковь Св. Георгия